# Ортогональные функции
Две, в общем случае, комплекснозначные функции {\displaystyle \varphi _{1}(t)} и {\displaystyle \varphi _{2}(t)}, принадлежащие пространству Лебега {\displaystyle L_{2}(E)}, где {\displaystyle E} — измеримое множество, называются ортогональными, если
{\displaystyle \int \limits _{E}\!\varphi _{1}(t){\overline {\varphi _{2}(t)}}\,dt=0}
Для векторных функций вводится скалярное произведение функций под интегралом, а также интегрирование по отрезку заменяется на интегрирование по области соответствующей размерности.
Полезным обобщением понятия ортогональности является ортогональность с определённым весом. Ортогональны с весом {\displaystyle w} функции {\displaystyle f} и {\displaystyle g}, если
{\displaystyle \ \int \limits _{\Omega }\!\langle f(x),g(x)\rangle w(x)\,d\Omega =0}
где {\displaystyle \langle f(x),g(x)\rangle } — скалярное произведение векторов {\displaystyle f(x)} и {\displaystyle g(x)} — значений векторнозначных функций {\displaystyle f} и {\displaystyle g} в точке {\displaystyle x}, {\displaystyle x} — точка области {\displaystyle \Omega }, а {\displaystyle d\Omega } — элемент её объёма (меры). Эта формула записана наиболее общим способом по сравнению со всеми выше. В случае вещественных скалярных {\displaystyle f(x)}, {\displaystyle g(x)} скалярное произведение следует заменить на обычное; в случае комплексных скалярных {\displaystyle f(x)}, {\displaystyle g(x)}: {\displaystyle \langle f(x),g(x)\rangle ={\bar {f}}(x)g(x)}.

Требование принадлежности функций пространству {\displaystyle L_{2}(E)} связано с тем, что при {\displaystyle p\neq 2} пространства {\displaystyle L_{p}(E)} не образуют гильбертова пространства, а потому на них невозможно ввести скалярное произведение, а вместе с ним и ортогональность.

## Пример
1. {\displaystyle \sin x} и {\displaystyle \cos x} являются ортогональными функциями на интервале {\displaystyle [0,\pi ]}
2. {\displaystyle \sin(2\pi knx}) и {\displaystyle \cos(2\pi knx)}, где {\displaystyle n} — целое, ортогональны на интервале {\displaystyle [0,T],T=1/k}
3. {\displaystyle x} и {\displaystyle 1} ортогональны на интервале {\displaystyle [-1,1]}